# 聂鑫
聂鑫（1978年4月—），男，汉族，贵州六盘水人，中华人民共和国政治人物。现任清华大学法学院教授，博士生导师。第十四届全国政协委员。